# Al-Qasim al-Ma'mun
Al-Qasim al-Ma'mun (arabisch المأمون القاسم بن حمود, DMG al-Maʾmūn al-Qāsim bin Ḥammūd; † 1035) war von 1018 bis 1021 und 1023 Kalif von Córdoba.
Al-Qasim trat die Nachfolge seines Bruders Ali ibn Hammud al-Nasir an und setzte so die Herrschaft der Hammudiden im Kalifat von Córdoba fort. Zunächst konnte er einen Ausgleich mit den Berberführern erzielen und seine Herrschaft festigen, nachdem schon 1018 die Ausschaltung des Umayyaden Abd ar-Rahman IV. gelungen war. Allerdings konspirierte Yahya al-Mutali, der Sohn seines ermordeten Bruders Ali ibn Hammud, zunehmend gegen seine Herrschaft. Als seine Truppen zu Yahya überliefen, musste al-Qasim im August 1021 nach Sevilla fliehen.
Er konnte aber schon 1023 mit Hilfe treuer Sklaventruppen nach Córdoba zurückkehren. Doch bald kam es zu einem erfolgreichen Aufstand der Bevölkerung von Córdoba gegen die Berbertruppen, die schwer geschlagen wurden. Neuer Kalif wurde Abd ar-Rahman V., womit die Umayyaden die Hammudiden wieder vom Kalifenthron verdrängen konnten. Zwar gelang al-Qasim die Flucht, doch geriet er in die Gefangenschaft von Yahya al-Mutali, der ihn einkerkerte und nach 13 Jahren hinrichten ließ.